# Миньковецкое государство
Ми́ньковецкое госуда́рство — историческое виртуальное государство, провозглашённое польским шляхтичем Игнацием Сцибором-Мархоцким на территории Российской Империи.

## История
Игнаций Мархоцкий унаследовал городок Миньковцы со всеми прилежащими к ним фильварками и хуторами в 1788 году. Кроме Минковцов, Мархоцкий стал владельцем ряда сел: Мыслеборж, Городище, Катериновка, Антоновка, Кружковцы, Отроков, Хапановка, Притулия, Тимков, Побойна, Побоянка, Старик, Сивороги, Сеферовка, Остоя (теперь с. Держановка). Свои земли Сцибор-Мархоцкий провозгласил «Минковецким государством». Как настоящая держава, оно имело свои границы, обозначенное столбами с надписью «Граница Минковецкого государства от Российского царства». Кроме этого, здесь для внутреннего оборота выпускали свои деньги, а отношения между жителями регулировались законодательными актами, которые создал сам Мархоцкий, хорошо знакомый с римским правом, работами Платона и произведениями французских и русских просветителей.
Одним из первых и наиболее значительных шагов правителя Минковецкого государства стало освобождение своих селян от крепостной зависимости и предоставление им личной свободы. Об этом упоминалось в специальном акте, торжественно провозглашённом 1 января 1795 года. Этот акт «упразднял панщину и взамен вводил обязательство для селян платить оброк в размере 1 карбованец 4 копейки за 100 сажней земли».
Вторым немаловажным шагом И.Мархоцкого было создание суда "«для осуществления справедливости среди подданных». В своей работе суды использовали статут, состоящий из пяти глав, где были определены их права и обязанности. Существовал суд апелляционный и административный. Каждое село имело свой коллегиальный суд, который рассматривал дела в качестве первой инстанции. Суд второй (высшей) категории был в Минковцах. В своей деятельности он руководился статьями и положениями римского права.
Для увековечения в памяти будущих поколений освобождения селян от крепостничества, И.Мархоцким был введён особенный праздник, с этого же дня он величает себя графом. По мнению православного духовенства того времени, вышеупомянутый праздник был создан в честь древнеримской богини земледелия Цереры, хотя сам Мархоцкий называл его праздником урожая или обжинками.
Кроме освобождения селян от панщины, И.Мархоцкий заботился и о совершенствовании земледелия, и об улучшении сельского благосостояния. Экономика «Минковецкого государства» значительно выросла. Тут работали польские и еврейские типографии, фабрики сукна и ткани, бумаги, селитры, карет, лака; кирпичные, мельницы, винокурни, кормления тутовых шелкопрядов. Работали музыкальная академия, хор и оркестр. Дороги обсаживались декоративными и фруктовыми деревьями. Ежегодно из графского поместья отряжался хлеб лодками по Днестру в Чёрное море, снаряжались валки телег с сельскохозяйственной и промышленной продукцией на многочисленные торги и ярмарки.
В условиях самодержавно-крепостнического строя такой феномен как «Минковецкое государство» И.Мархоцкого просто не имел шансов на выживание. Даже несмотря на поддержку населения и местного духовенства, граф И.Мархоцкий не избежал преследования как со стороны церковной, так и светской власти. «За свои чудачества, — писал известный краевед Е. Й. Сицинский, — особенно за учреждение языческих праздненств, Мархоцкий был судим и даже попал в тюрьму, затем был освобождён; умер в 1827 г.»